# 能代港

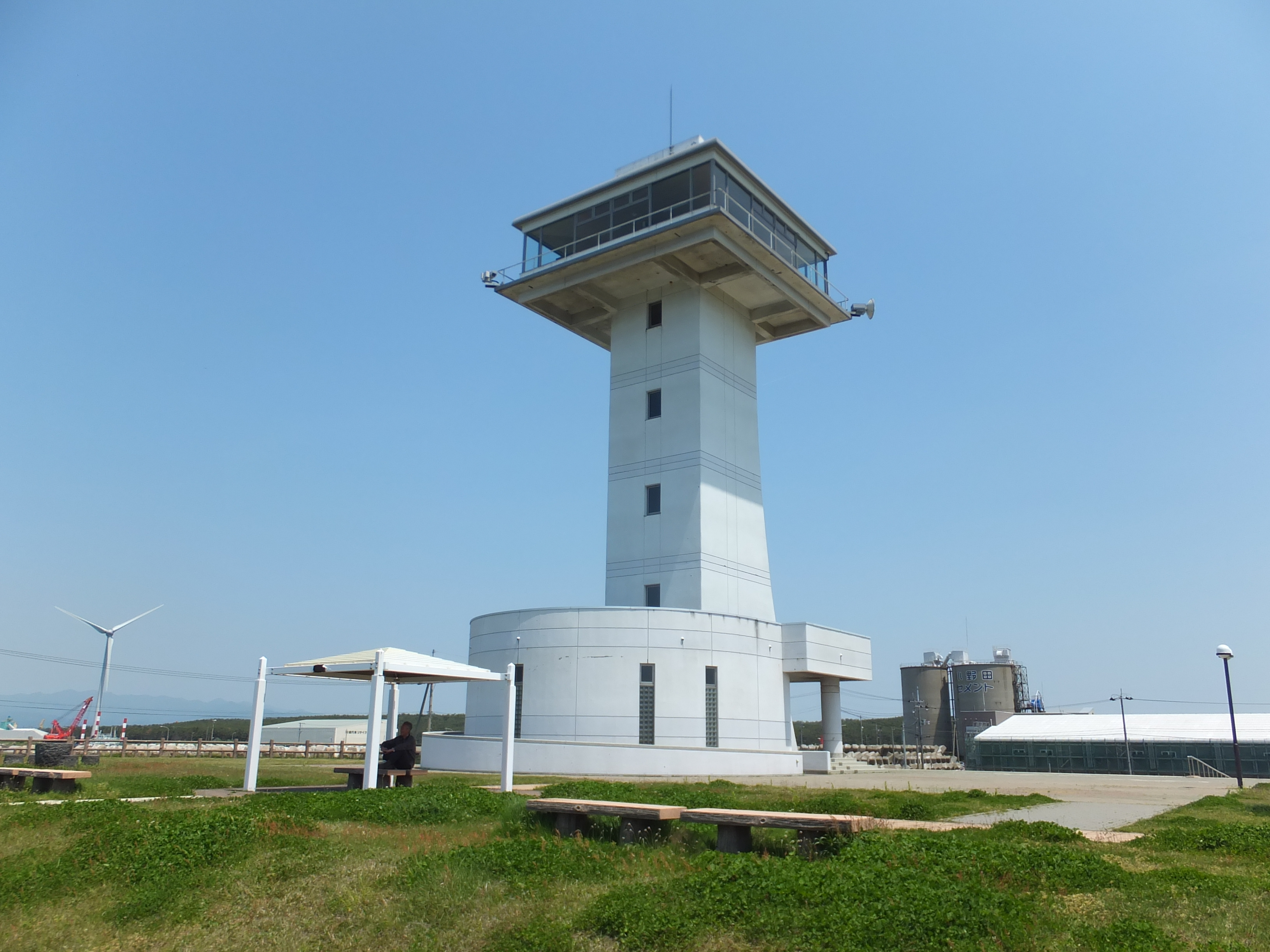
はまなす展望台

能代港（のしろこう）は、秋田県能代市にある港湾で、米代川河口に位置する。港湾管理者は秋田県。重要港湾に指定されている。能代火力発電所が隣接する。

## 概要
能代港の歴史は秋田県内でも最も古く、658年（斉明天皇4年）越国守阿倍比羅夫が軍船180隻を引いて蝦夷征伐のため渟代（ぬしろ、能代の古称）に上陸したのが記録上の初出である。また続日本紀には、光仁天皇の宝亀年間に、渤海の使臣壱万福等350余人が船10隻に乗り野代湊（のしろみなと）に着いたことが記録されている。記録には「賊地」とされている。1611年（慶長16年）に佐竹義宣によって久保田藩北部の物資集積地として林木受勘定所が設置されると、日本海の要港として北前船による交易が盛んとなった。明治期には秋田杉の輸送拠点として大いに発展したが、河港としては土砂の堆積が進み、大型船が入港できない事もあって停滞することとなった。戦後、港の整備が進められ1981年（昭和56年）に重要港湾に、2006年（平成18年）にリサイクルポートに指定された。今日では主に石炭の輸入が貨物取扱量の大きな割合を占める。
また、県内外の釣り人に釣り場として利用されている。

## 沿革

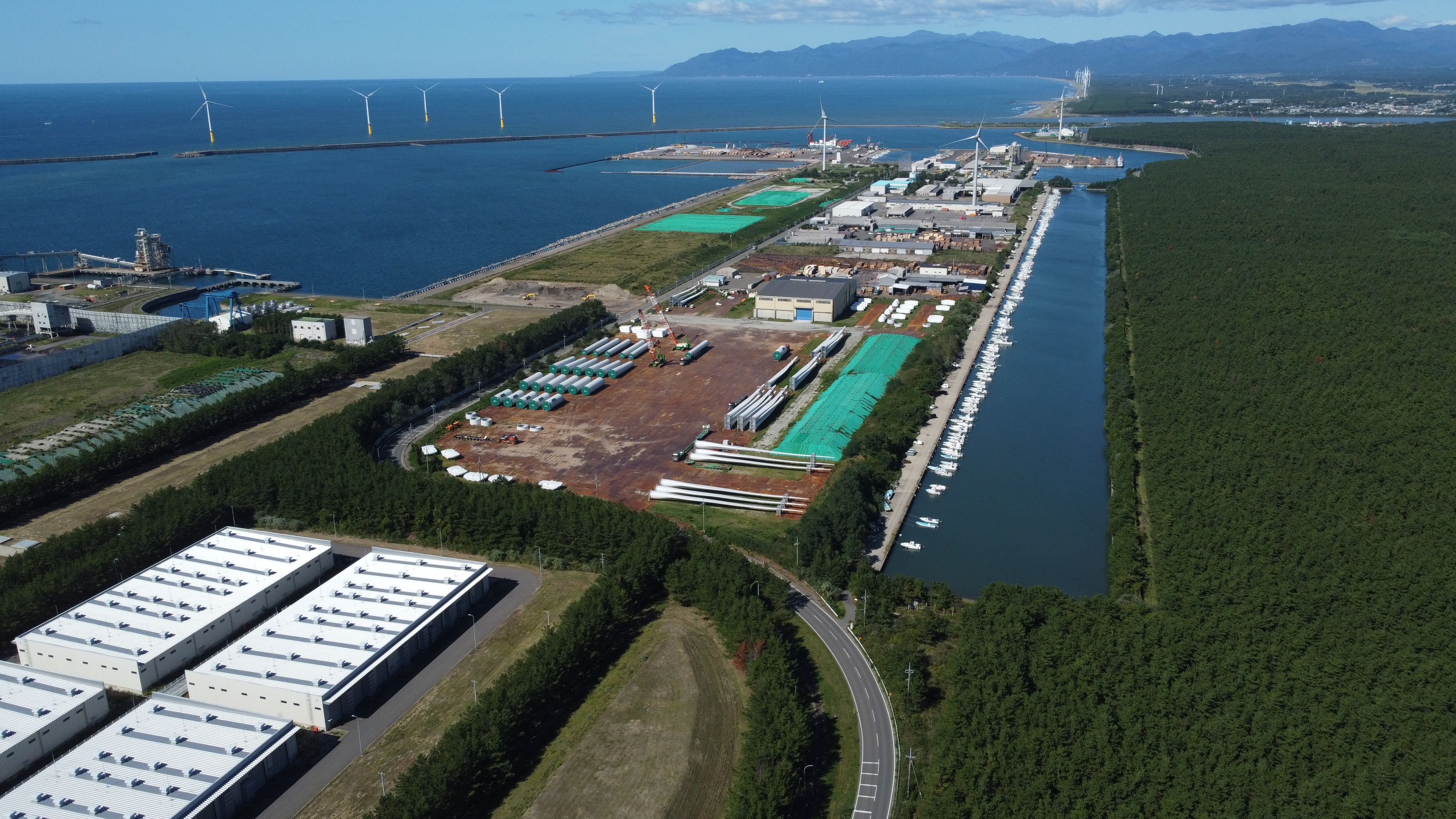
能代港 空撮

- 1922年（大正11年） - 指定港湾になる。
- 1974年（昭和49年）8月1日 - 関税法上の開港に指定される。
- 1981年（昭和56年） - 重要港湾、エネルギー港湾に指定される。
- 1992年（平成4年）9月 - 能代港港湾緑地内に、はまなす展望台竣工[3]。
- 1993年（平成5年） - 能代火力発電所が完成。
- 2001年（平成13年） - 大森地区の多目的国際ターミナル13メーター岸壁が供用開始される。
- 2006年（平成18年） - リサイクルポート（総合静脈物流拠点港）に指定される。
- 2020年（令和2年）9月2日 - 秋田港・能代港・鹿島港・北九州港の４港が、改正港湾法(令和2年2月施行)に基づき、「海洋再生可能エネルギー発電設備等拠点港湾」の初指定を受ける[4]。4港は、洋上風力発電設備の設置及び維持管理の基地港湾となる[4]。

## 施設
- 管理者:秋田県
- バース数:6（うち2つは火力発電専用）
  - 大森13メーター岸壁（40,000トン）
  - 15,000トン岸壁（15,000トン）
  - 中島1号岸壁（5,000トン）
  - 中島1号岸壁（5,000トン）
  - 能代火力60,000トン桟橋（60,000トン）
  - 能代火力5,000トン桟橋（5,000トン）

## 周辺施設
- 風の松原
- 能代火力発電所
- 能代はまなす画廊
- はまなす展望台

## イベント
- 能代港まつり花火大会